# Buxton, Oregon

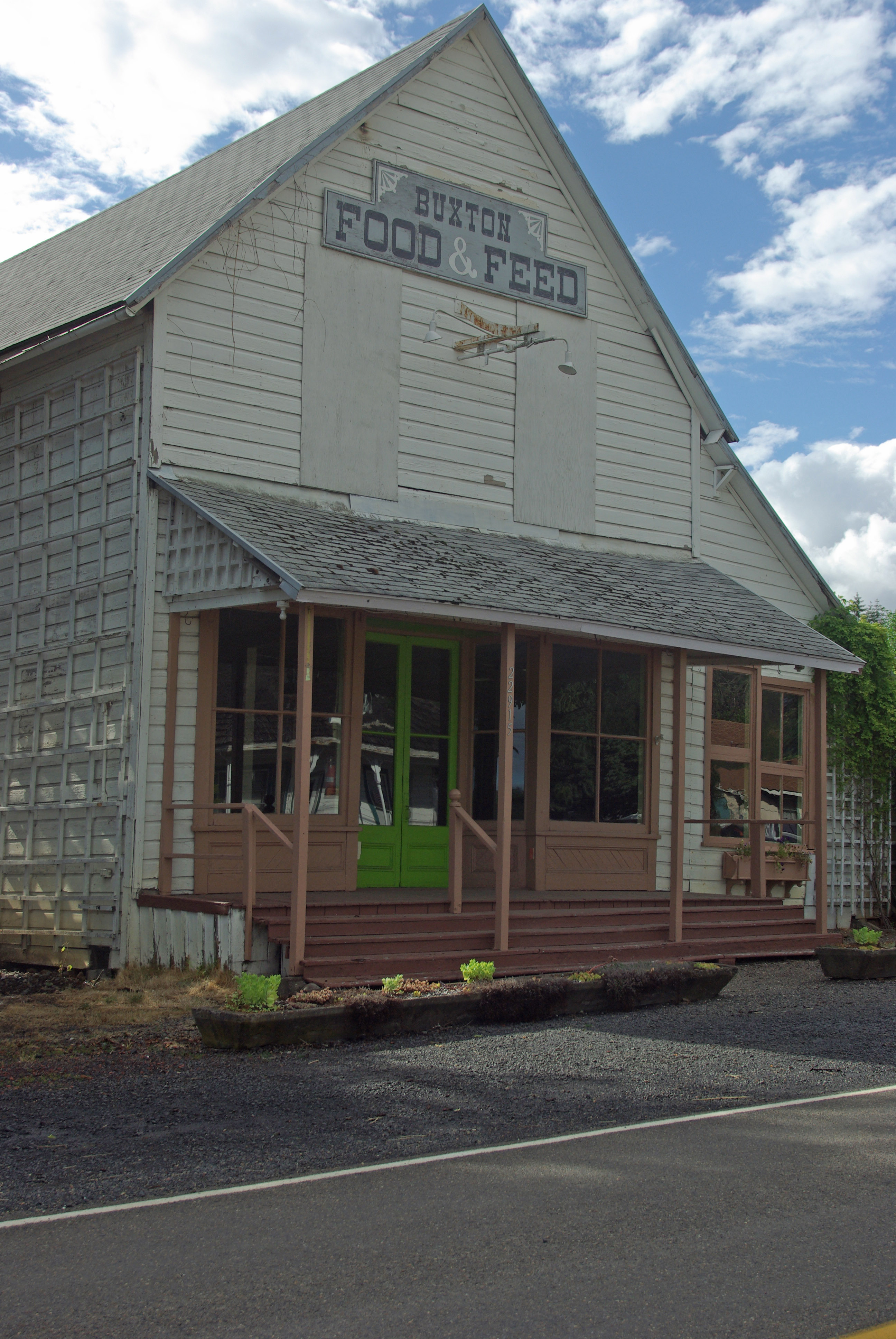
Buxton in 2007

Buxton is là một cộng đồng chưa hợp nhất trong quận Washington, Oregon, Hoa Kỳ, gần Xa lộ Oregon 47.

## Lịch sử
Henry T. Buxton định cư vùng Buxton vào năm 1884, và thị trấn này được đặt tên theo tên gia đình ông. Cha ông cũng tên là Henry Buxton, một người tiên phong khai hoang vào năm 1841. Một trạm bưu điện được thiết lập vào ngày 27 tháng 12 năm 1886 với Henry T. Buxton là vị bưu điện trưởng đầu tiên. Buxton cũng là tên của một trạm xe lửa ở phía đông của cộng đồng.

## Giao thông
- Phi trường Apple Valley

## Nơi hấp dẫn
- Công viên Tiểu bang Tưởng niệm L. L. "Stub" Stewart